# Margaret Eloise Knight
Margaret Eloise Knight (York (Maine), 14 de febrero de 1838 - Framingham (Massachusetts), 12 de octubre de 1914) fue una inventora estadounidense. Su invento más conocido es la máquina de plegar y encolar  bolsas de papel de fondo plano, que aún se utiliza. Ha sido llamada "la inventora americana más famosa del siglo XIX".

## Primeros años y primer invento
Margaret Knight nació el 14 de febrero de 1838 en York (Maine), hija de James Knight y Hannah Teal. Su padre murió mientras ella era una niña. Su familia se trasladó a Mánchester (New Hampshire). Recibió una educación básica, pero dejó los estudios para trabajar en una fábrica de algodón. Un día, cuando tenía doce años, en el taller donde trabajaba, una lanzadera con punta de acero salió despedida de un telar y alcanzó a un trabajador, hiriéndolo. Ella presenció el accidente. En pocas semanas inventó un dispositivo de seguridad para el telar. El aparato nunca fue patentado y no se conoce su funcionamiento; quizá era un dispositivo para detener el telar si se rompía el hilo, o un protector para bloquear físicamente una lanzadera suelta.
Margaret Knight tuvo que abandonar el trabajo en el telar por problemas de salud, y en los años sucesivos trabajó en varias ocupaciones, como tapicería, reparaciones domésticas, daguerrotipia y grabado.

## La máquina plegadora de bolsas y otros inventos
En 1867, tras el fin de la Guerra Civil, se mudó a Springfield (Massachusetts), donde fue contratada por la Columbia Paper Bag Company. En la fábrica se confeccionaban dos tipos de bolsas, con fondo plano y sin él. Las segundas se fabricaban a máquina, pero las bolsas con fondo plano, más útiles por tener mayor capacidad y porque podían mantenerse derechas, debían manufacturarse, lo que las encarecía, y eso limitaba su uso. Margaret tardó dos años en idear y perfeccionar una máquina que plegaba y encolaba el papel para formar bolsas de fondo plano. 

### Apropiamiento de patente
Knight construyó un prototipo de madera del dispositivo, pero para poder solicitar la patente necesitaba un modelo de trabajo construido en acero. Antes de que éste estuviese acabado, Charles Annan, que conocía el diseño porque trabajaba en el taller donde se estaba construyendo el prototipo, solicitó y obtuvo la patente a su nombre. Knight presentó una demanda por apropiamiento de patente, y aunque Annan trató de desacreditarla por ser mujer, Knight presentó como prueba sus propios esquemas, demostrando que ella había sido efectivamente la creadora. Ante la evidencia, el tribunal falló a su favor. Con la ayuda de un socio inversor de Massachusetts, Knight estableció la compañía Eastern Paper Bag Co.

## Final de su vida y reconocimientos
Margaret E. Knight no hizo fortuna de sus inventos, ya que vendió las patentes a las empresas que la contrataron. Por ejemplo, la Knight-Davidson Motor Company de Nueva York adquirió las patentes de sus motores rotativos. 
Murió el 12 de octubre de 1914, a la edad de 76 años, en Framingham (Massachusetts). 
Una placa colocada en Curry Cottage, en el n.º 287 de Hollis Street, que fue su domicilio desde 1889 hasta su fallecimiento, la reconoce como la "primera mujer de Estados Unidos que recibe una patente". En realidad, la primera patente concedida a una mujer la logró Hannah Slater en 1793, y antes, otras inventoras tuvieron que registrar patentes a nombre de sus familiares masculinos.
En 2006 fue incluida en el National Inventors Hall of Fame.
La máquina original de fabricación de bolsas se encuentra en la Smithsonian Institution en Washington D. C.

## Patentes
A pesar de las dificultades que tenían las mujeres en el siglo XIX para registrar patentes a su nombre, Margaret Knight registró más de veinte. Entre los inventos que patentó están una máquina numeradora, un sistema de ventana con marco y batiente, máquinas cortasuelas, una máquina perforadora-cepilladora para superficies curvas, varios motores rotativos y un motor de combustión interna.

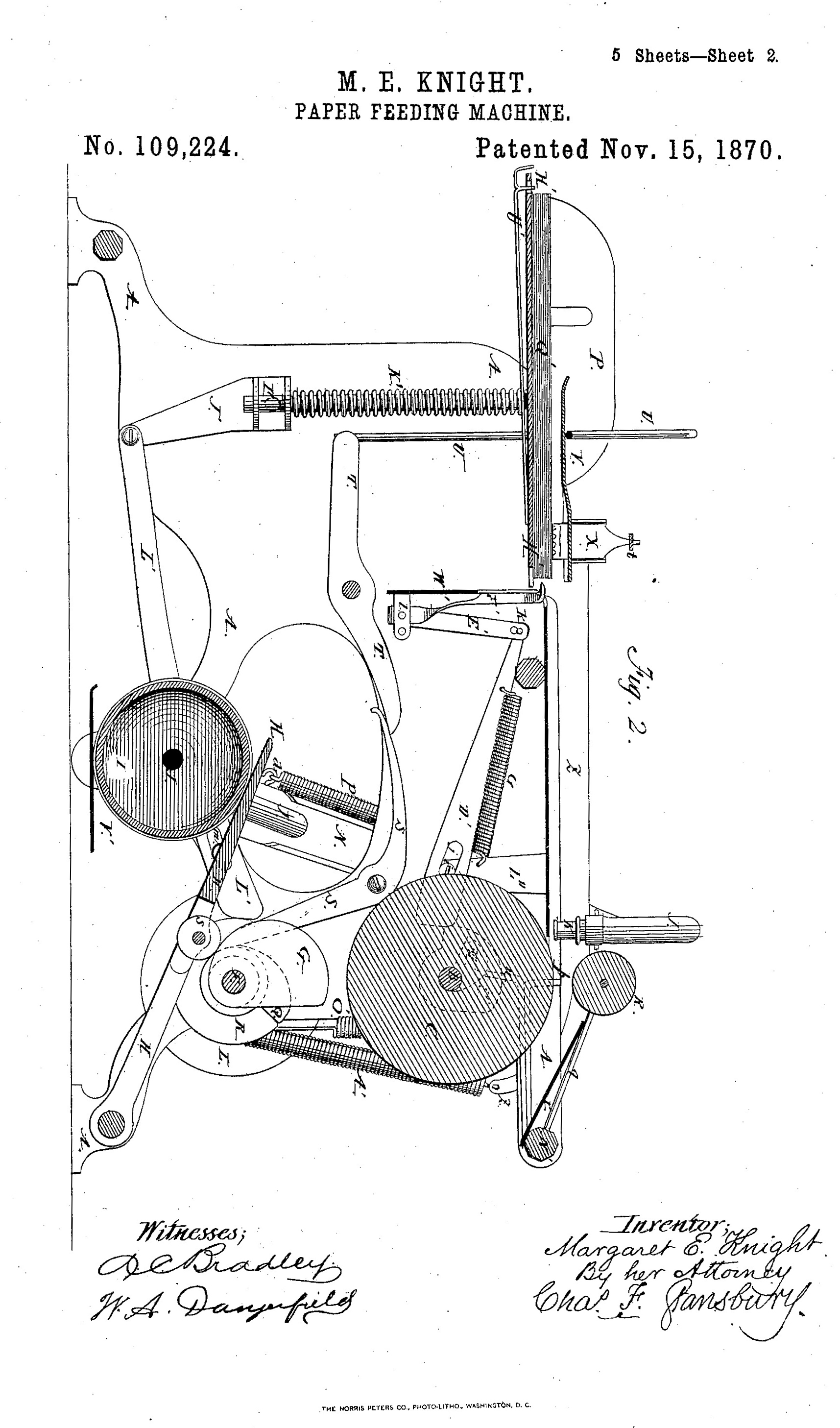
Mejora para una máquina alimentadora de papel, 1870.
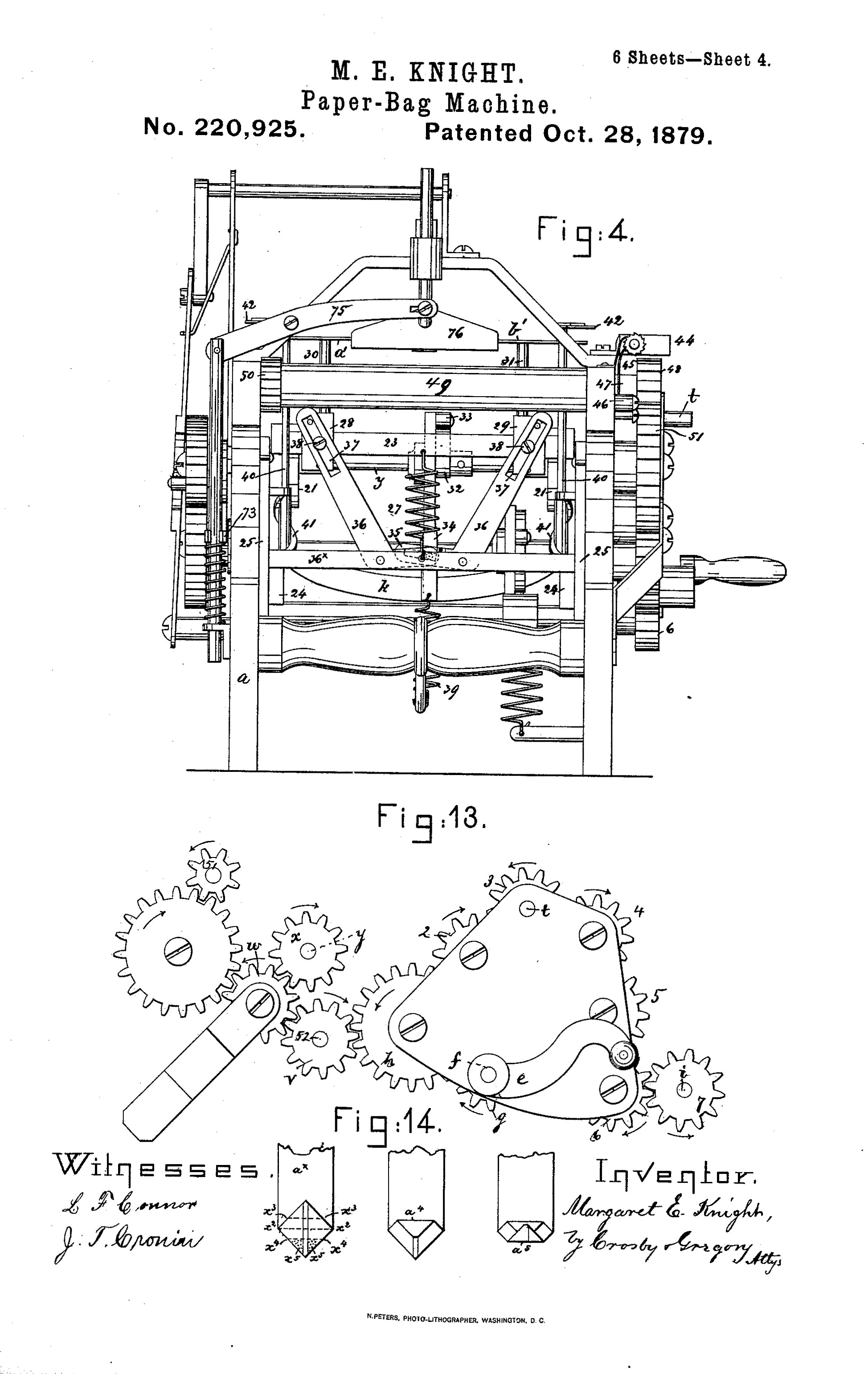
Máquina plegadora encoladora de bolsas de papel, 1879.
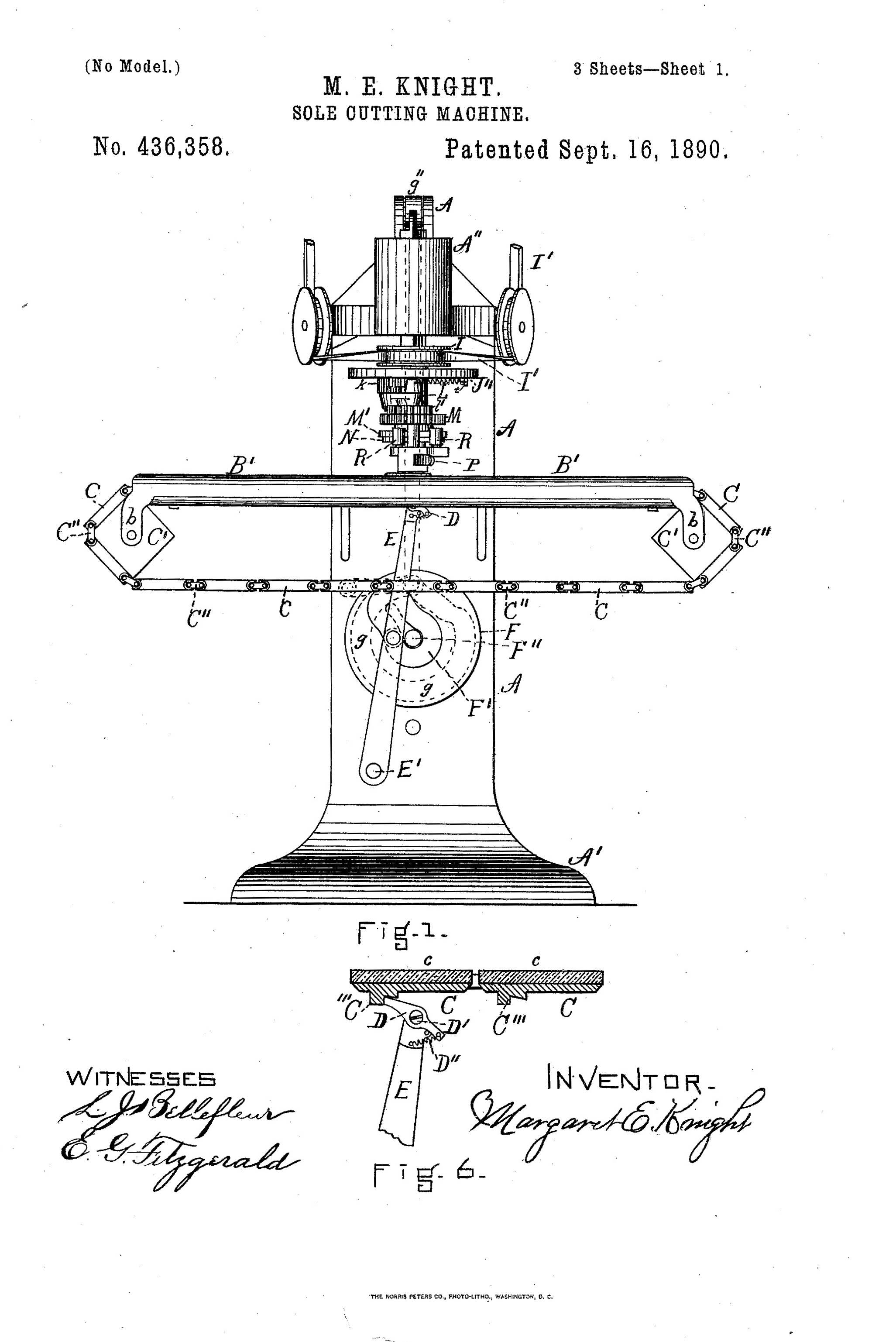
Máquina cortasuelas, 1890.
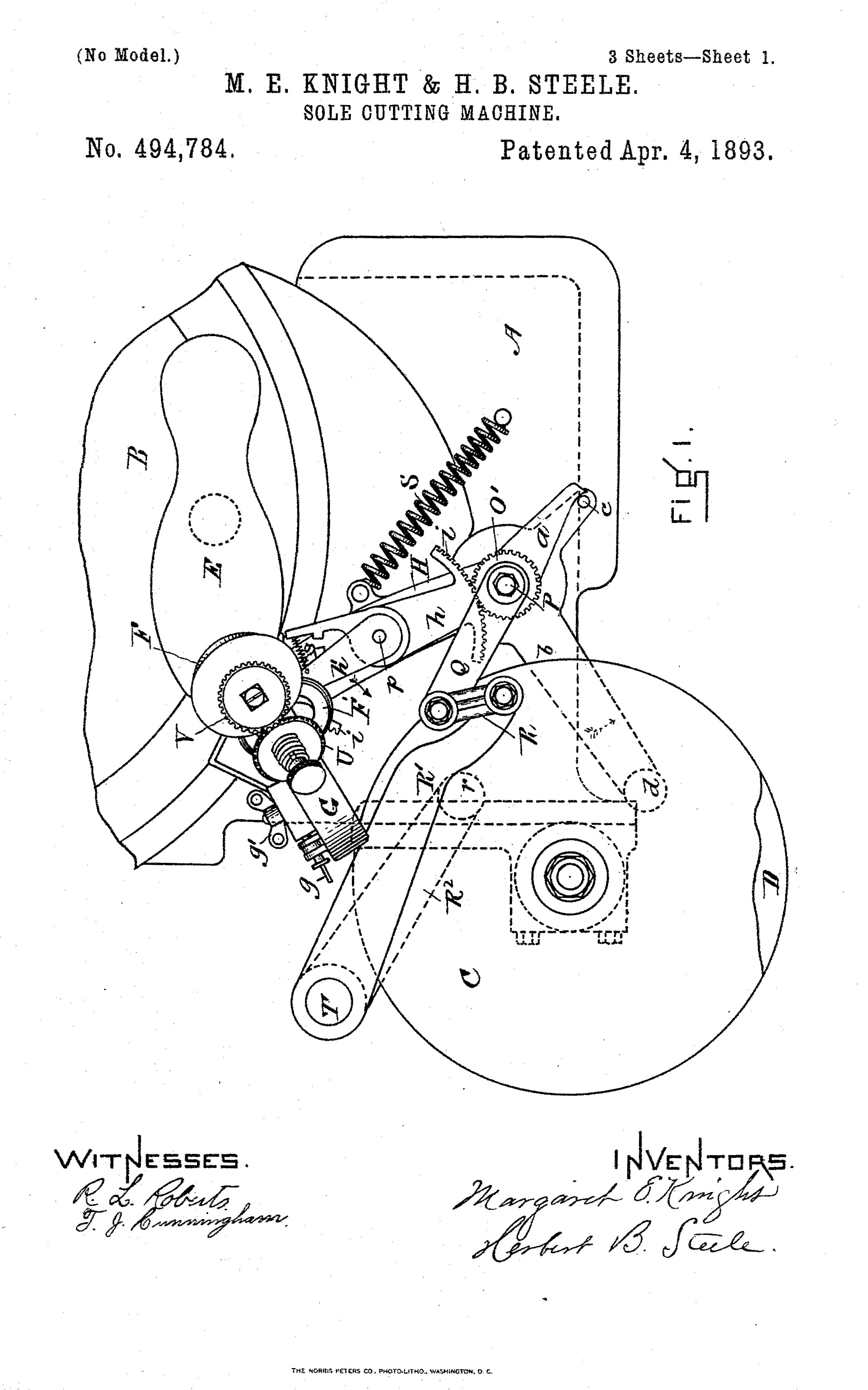
Máquina cortasuelas, 1893
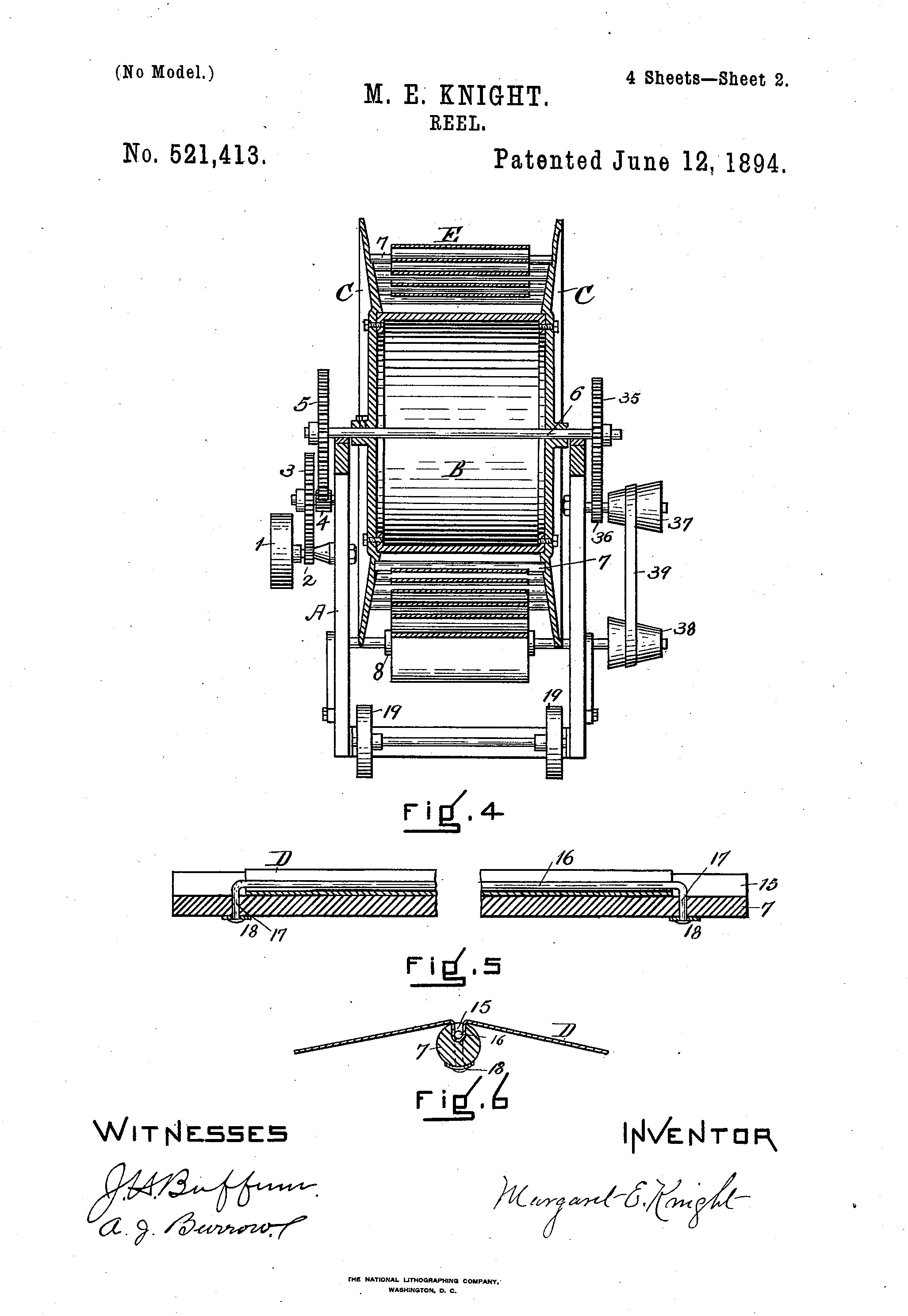
Carrete, 1894
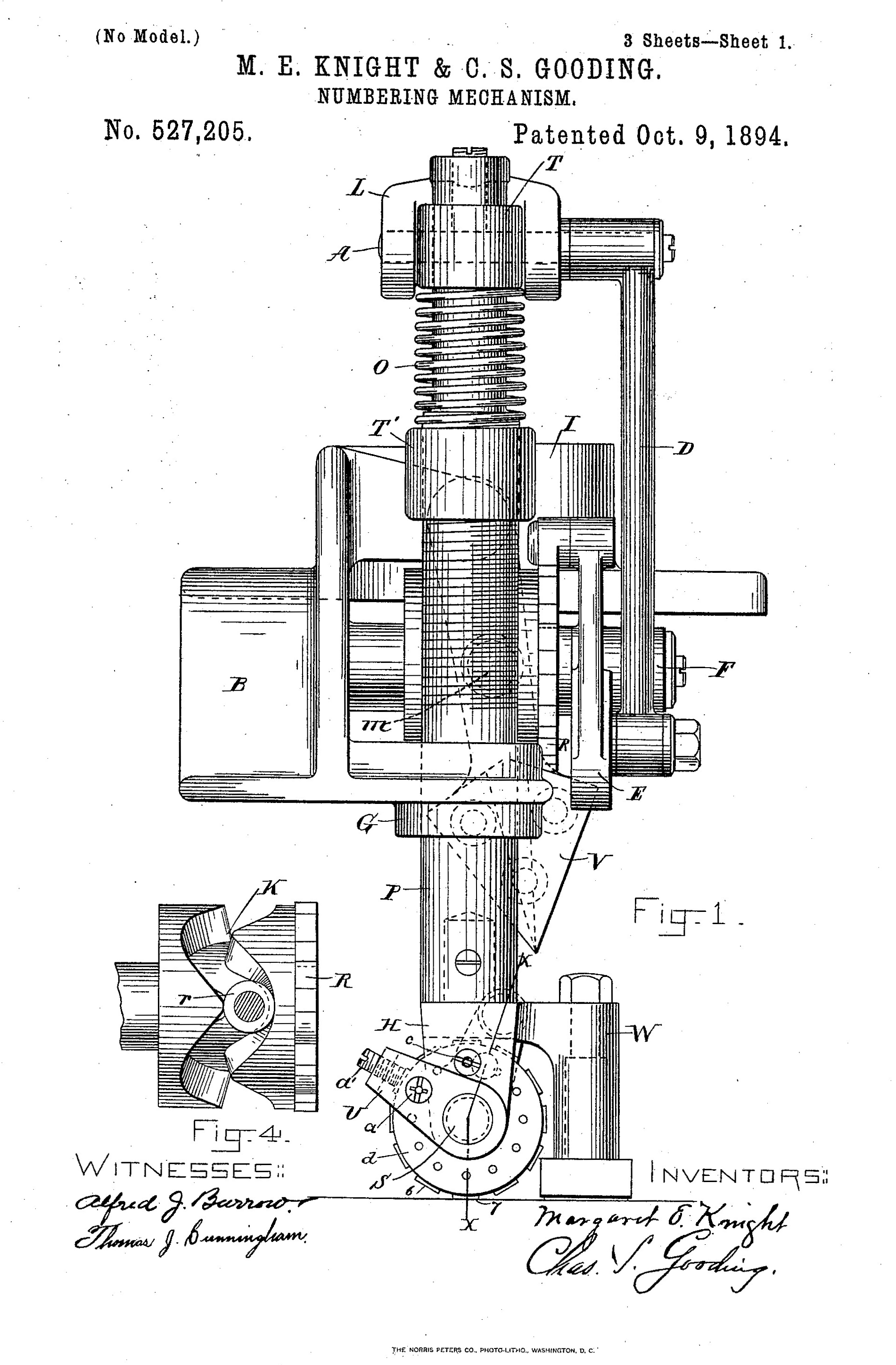
Mecanismo numerador, 1894
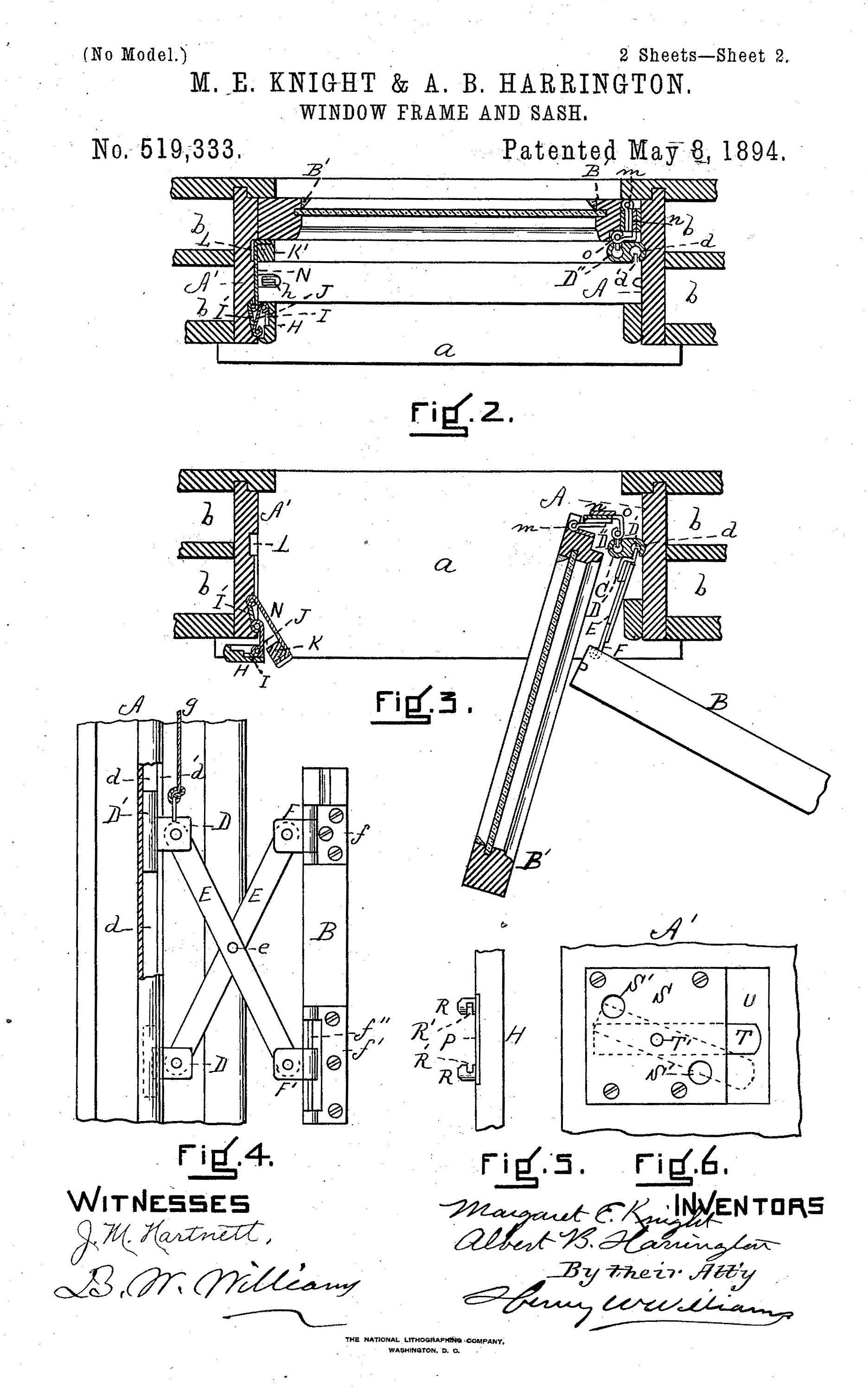
Marco de ventana y batiente, 1894
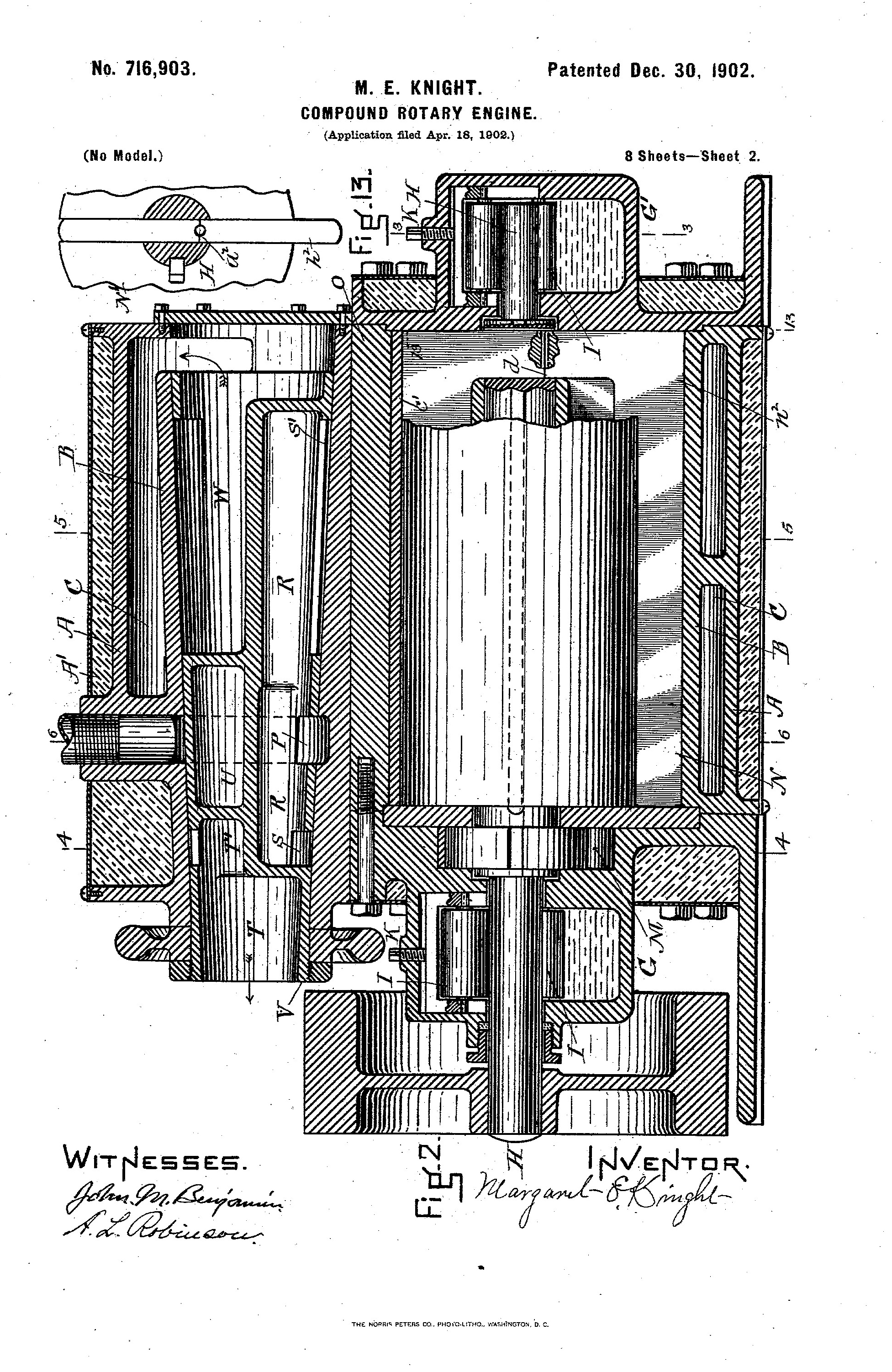
Motor rotativo compuesto, 1902
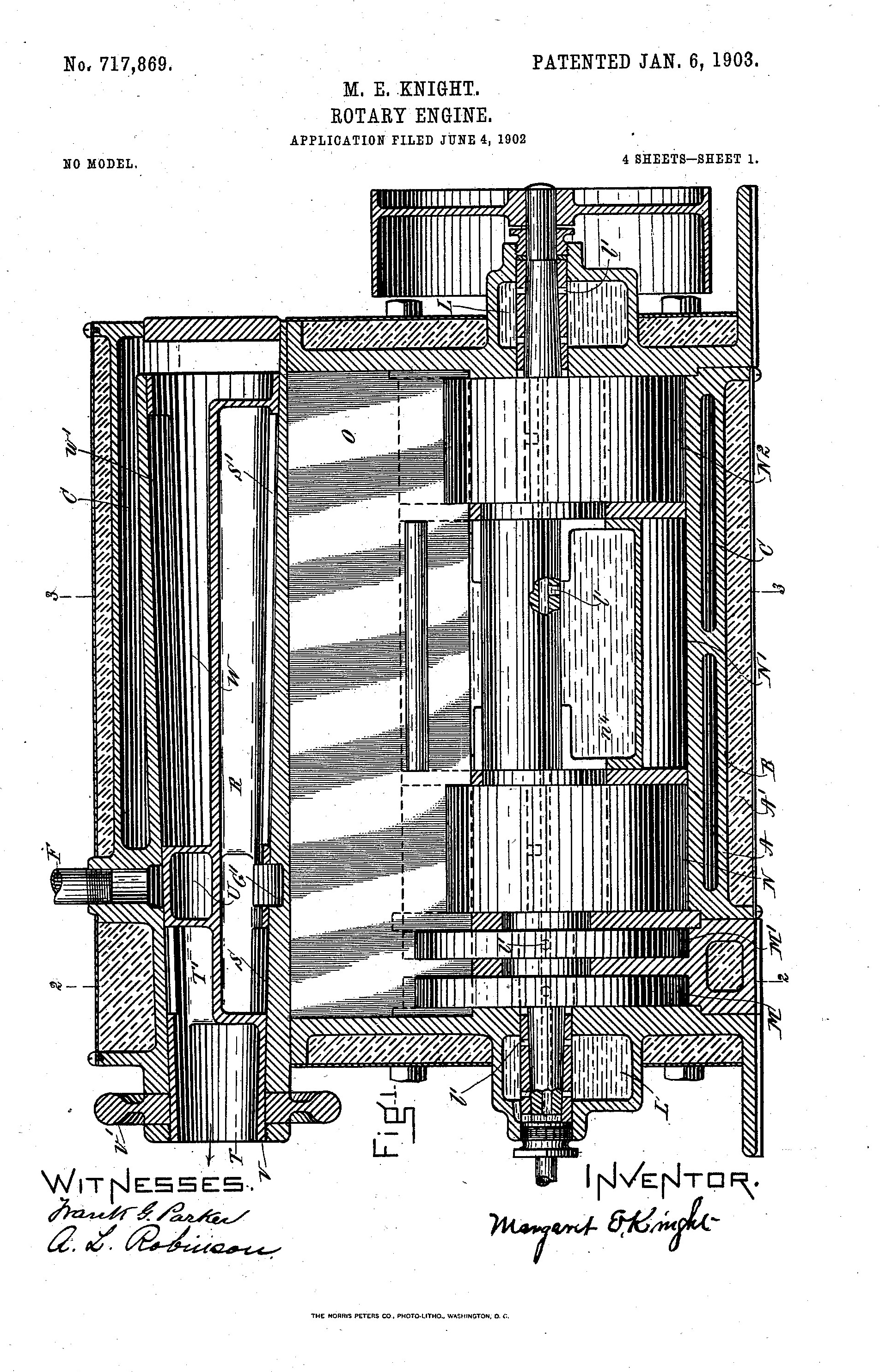
Motor rotativo, 1902
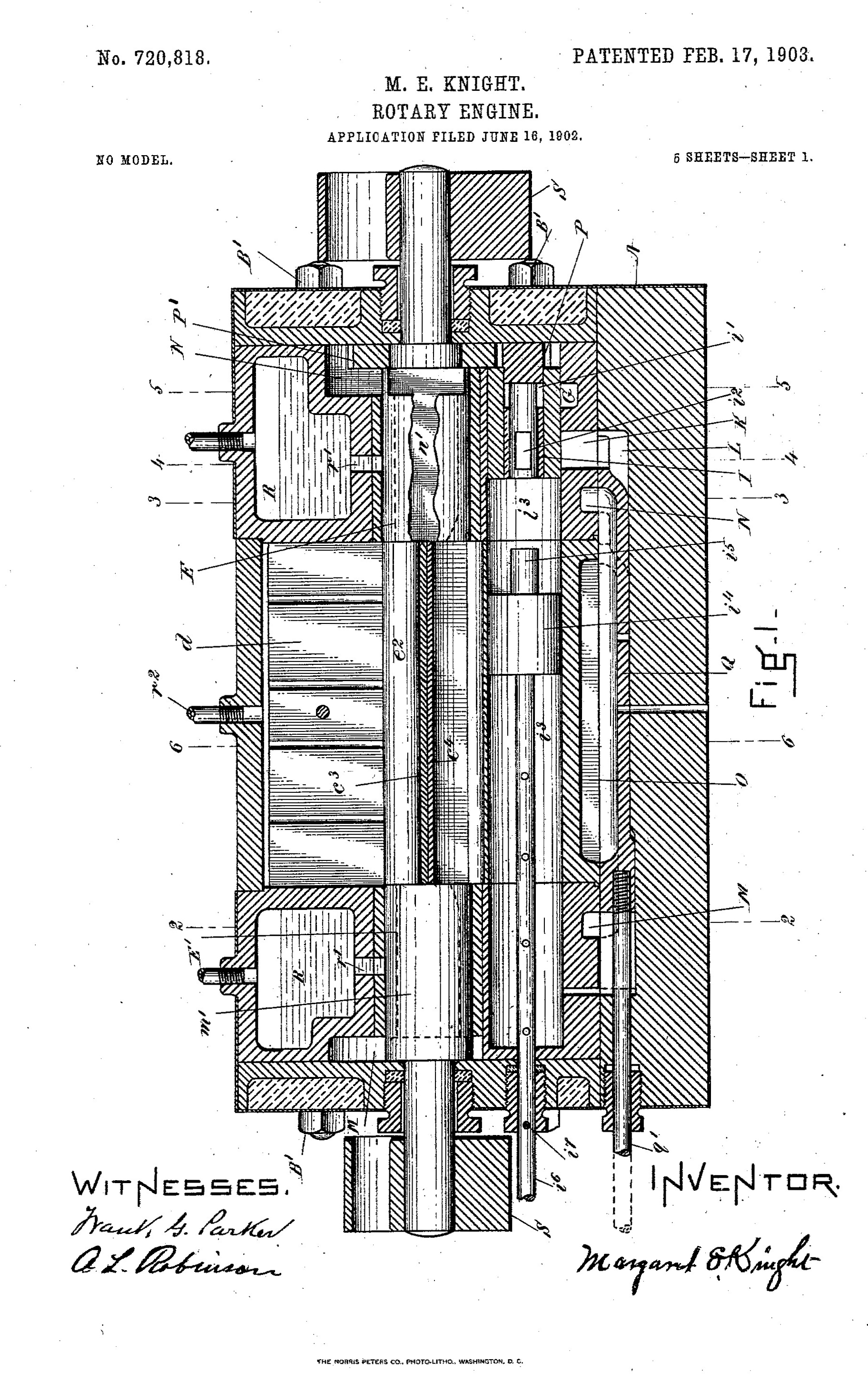
Motor rotativo, 1902
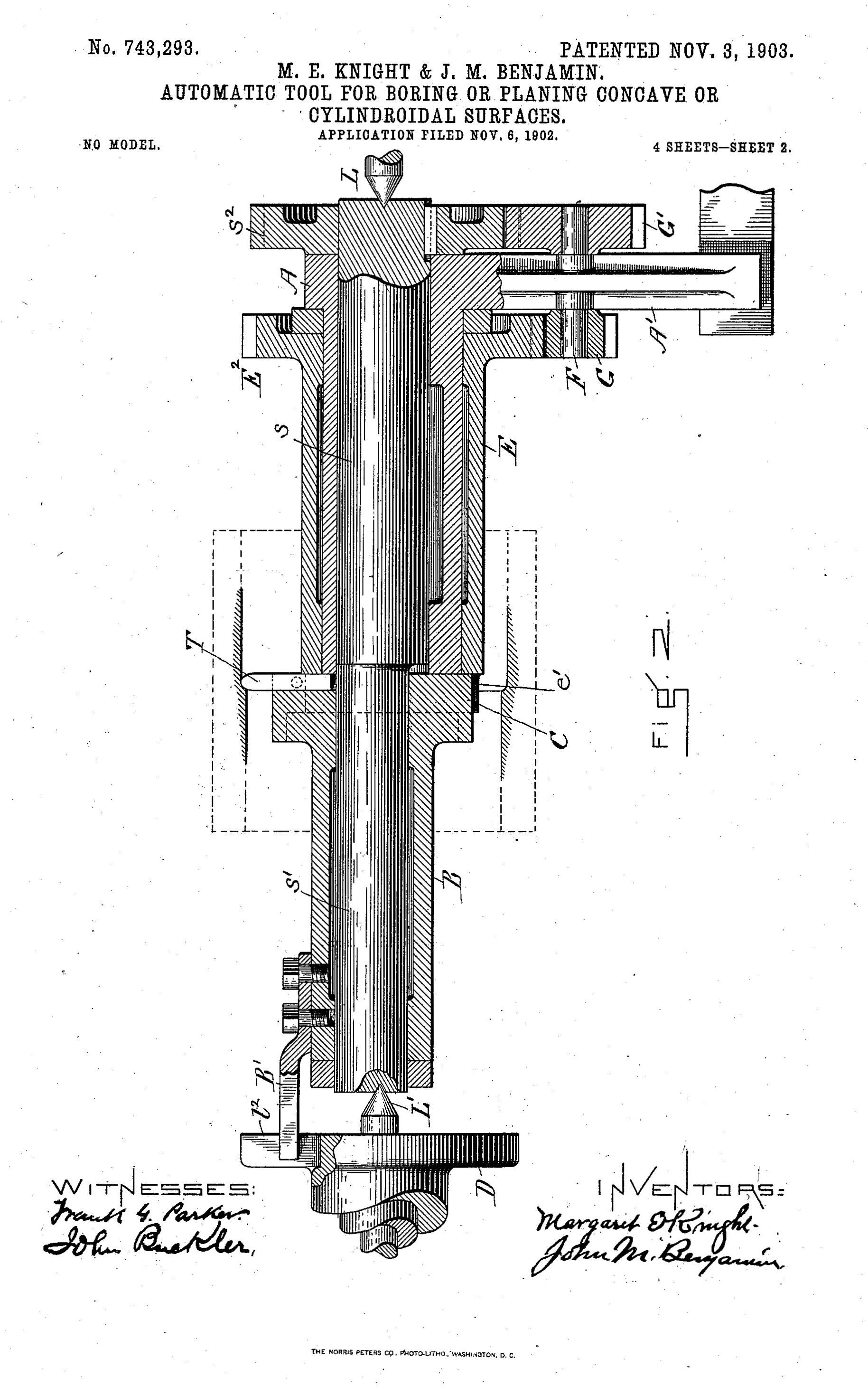
Herramienta automática para taladrar o cepillar superficies cóncavas o cilíndricas, 1903
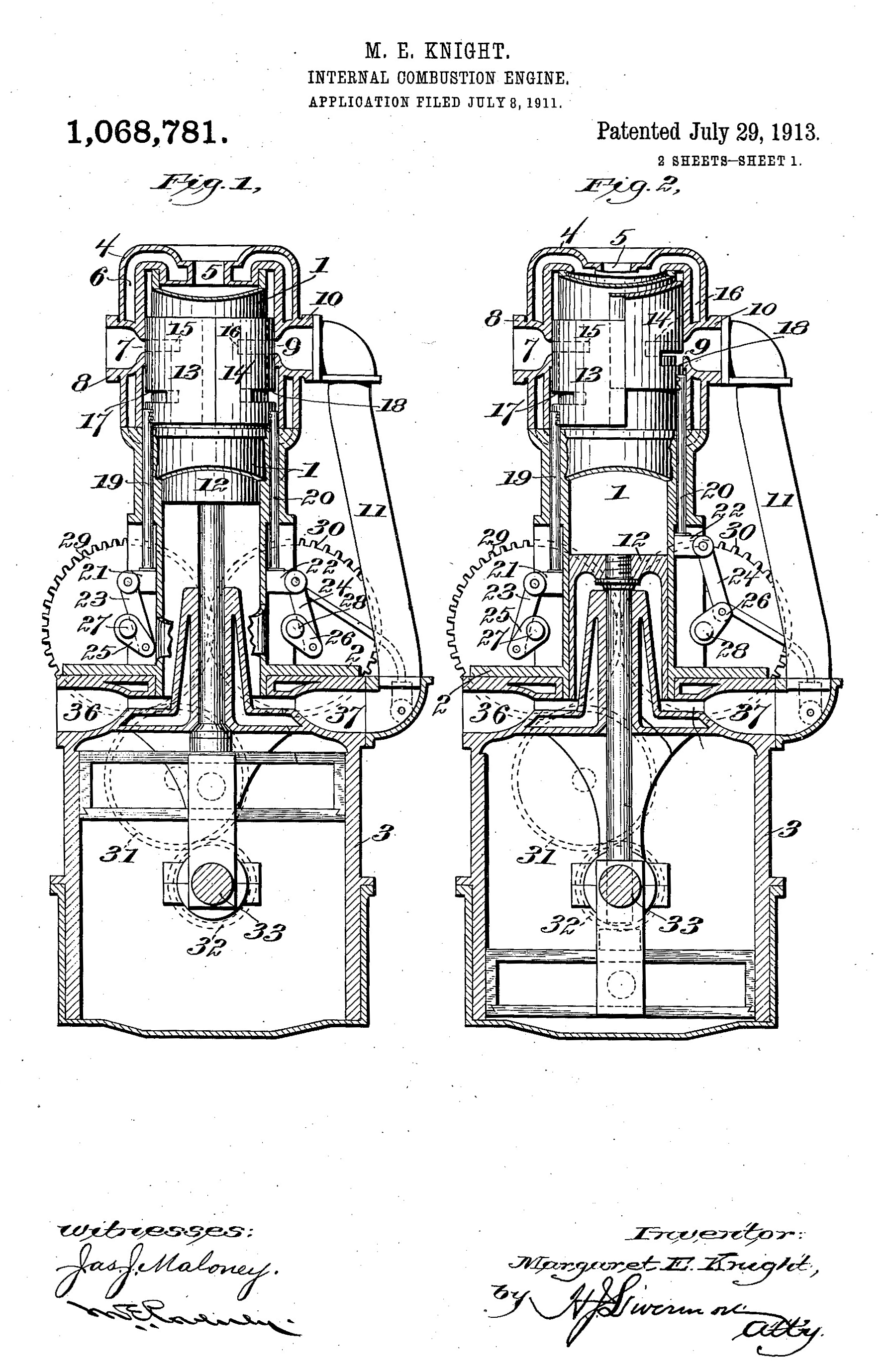
Motor de combustión interna , 1913.